# 17892 Morecambewise
17892 Morecambewise è un asteroide della fascia principale. Scoperto nel 1999, presenta un'orbita caratterizzata da un semiasse maggiore pari a 2,2448158 UA e da un'eccentricità di 0,0786319, inclinata di 3,84170° rispetto all'eclittica.